# Bactrocera gracilis
Bactrocera gracilis
 es una especie de díptero que Drew describió por primera vez en 1972. Bactrocera gracilis pertenece al género Bactrocera de la familia Tephritidae. Esta especie como plaga agrícola ha sido atacada por los agricultores en Vanuatu.